# John Cook (Politiker, 1730)
John Cook (* 1730 in Smyrna, Delaware Colony; † 27. Oktober 1789 in Smyrna, Delaware) war ein britisch-amerikanischer Politiker und von 1782 bis 1783 Gouverneur des Bundesstaates Delaware.

## Frühe Jahre und Aufstieg
John Cook war ein erfolgreicher Farmer und Gerber, der in Delaware einen größeren Landbesitz erworben hatte. Vor dem Unabhängigkeitskrieg war er Sheriff im Kent County. Wie viele seiner Nachbarn war auch Cook ursprünglich gegen die Trennung von England. Dadurch war er den Anhängern der amerikanischen Revolution zunächst einmal verdächtig. Aufgrund seiner Popularität wurde er aber bei den ersten Wahlen in das Repräsentantenhaus von Delaware gewählt. Dieses Mandat übte er zwischen 1776 und 1777 und nochmals von 1778 bis 1779 aus.

## Präsident von Delaware und weiterer Lebenslauf
Im Jahr 1780 wurde er in den Rat der Legislative gewählt, aus dem dann der Senat von Delaware hervorging. Im Jahr 1782 war er Präsident dieses Gremiums. In dieser Eigenschaft fiel ihm nach dem Rücktritt von John Dickinson das Amt des Präsidenten von Delaware zu. Der offizielle Titel eines Gouverneurs wurde erst 1793 eingeführt. Cooks Amtsnachfolge war aber in Delaware politisch umstritten. Daher einigte man sich darauf, dass er das Amt nur solange ausüben konnte, bis Neuwahlen stattgefunden hatten. Somit war Cook nur zwischen dem 7. November 1782 und dem 1. Februar 1783 Präsident seines Staates. Nach seiner kurzen Amtszeit wurde er wieder Abgeordneter im Repräsentantenhaus. Dieses Mandat übte er von 1783 bis 1784 und 1786 bis 1787 aus. Danach wurde er erneut Mitglied im Staatssenat. Zum Zeitpunkt seines Todes war er immer noch Senator.
John Cook war mit Elizabeth Collins verheiratet, der Tochter des späteren Gouverneurs Thomas Collins. Das Paar hatte fünf Kinder. John Cook war auch der Schwiegervater von John Clark, der zwischen 1817 und 1820 Gouverneur von Delaware werden sollte. Sein Urenkel war US-Senator Anthony C. Higgins (1840–1912), der von 1889 bis 1895 im Kongress diente.